# Acrocercops chalinopa
Acrocercops chalinopa är en fjärilsart som beskrevs av Edward Meyrick 1920. Acrocercops chalinopa ingår i släktet Acrocercops och familjen styltmalar. Inga underarter finns listade i Catalogue of Life.